# 蓮花茶

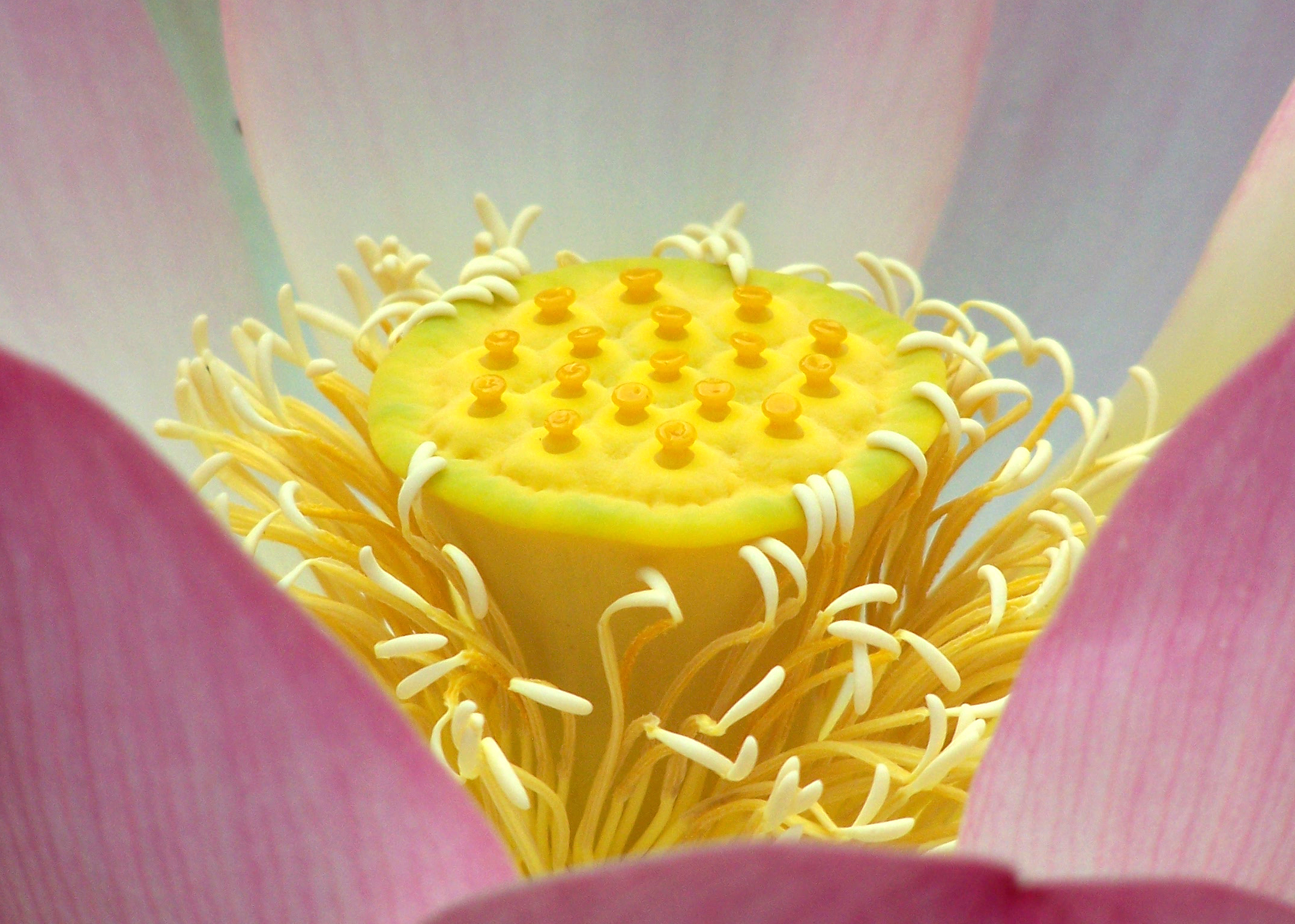
蓮花

蓮花茶是熏香茶的一種。取半合未開的蓮花，取茶葉納其花蕊中，用繩紥定，經過一夜後傾出茶葉，以紙包住並焙乾數次，則成。
亦指以蓮花為原料製成的代用茶。